# 1963-as magyar tekebajnokság
Az 1963-as magyar tekebajnokság a huszonötödik magyar bajnokság volt. A férfiak bajnokságát július 28-án rendezték meg Cegléden, az Építők pályáján, a nőkét július 7-én Kecskeméten, az Építők pályáján.

## Eredmények
| Versenyszám  | Arany                         | Arany | Ezüst                            | Ezüst | Bronz                       | Bronz |
| ------------ | ----------------------------- | ----- | -------------------------------- | ----- | --------------------------- | ----- |
| Férfi egyéni | Szabó József Bp. Előre        | 897   | Budai Árpád Debreceni VSC        | 883   | Baji László Ózdi Kohász     | 877   |
| Női egyéni   | Szabó Lászlóné Zuglói Danuvia | 389   | Medgyesi Istvánné Kecskeméti MÁV | 380   | Szirtes Leóné Pécsi Bőrgyár | 376   |